# Hylopetes electilis
Hylopetes electilis — вид гризунів родини Sciuridae. Вона є ендеміком острова Хайнань у Китаї.
Раніше її вважали схожою на індокитайську летягу (H. phayrei), доки дослідження 2013 року не виявило, що це різні види. Обидва види мають анатомічні та генетичні відмінності, а також відмінності в забарвленні шерсті. Вважається, що вони мають відносно недавню генетичну дивергенцію один від одного.

## Збирання горіхів
Hylopetes electilis — одна з двох вивірок (інша — Hylopetes alboniger, які надійно підвішують еліптичні або сплющені горіхи на рослинності. Вони вирізають пази в горіхах, використовуючи їх для щільного кріплення між невеликими перехресними гілочками, що нагадує шипоподібне з'єднання в столярних роботах. Стратегічно, ці місця для сховищ розташовані на відстані 10–25 м від найближчого дерева, що вирощує горіхи, що зменшує потенційні крадіжки. Така поведінка не лише забезпечує безпечне зберігання, але й може впливати на розподіл дерев у лісі.